# Balkány címere
A képen látható címert, 2004. július 1-je óta használja Balkány. Az azelőtti címerből láthatóak darabok, a címerpajzs jobb oldali cikkelyében.

## Címer

Balkány címere

A település címere kékkel gallérozott, arannyal és vörössel hasított, álló, reneszánsz pajzs. A jobb oldali (arany) mezőben lebegve, vörössel fegyverzett, letépett fekete sasfő balra tekintve, csőrében élével ugyancsak balra forduló, bíbor harci szekercét tart. A bal oldali (vörös) mezőben fokával jobb felé mutató, álló helyzetű lebegő ezüst ekevasat jobbról két kalászos arany gabonaszál, balról zöld száron aranyló bugájú nádszál és természetes színű (barna) sásbuzogány övez. Az alsó ékként benyúló kék gallérozás arany udvarán zöld fészekben három ezüstös, felfelé tátogó fiókáját táplálja saját vöröslő vércseppjeivel egy kiterjesztett szárnyú, fejét jobbra hajtó ezüst pelikán.
A pajzsfőn ezüst csőrsisak fordul enyhén jobbra, nyakvértjén arany láncon bíbor medál csüng. A sisakról induló foszlányok fölött smaragdokkal, rubinokkal és zafírral díszített abroncsú, ötágú (három rubinnal ékes levél között két gyöngy), nyitott, arany leveles korona látható; fölötte a sisakdísz: arany paszományú vörös mundéros vágott jobb kar, kezében ezüst szablyát markol.
Az akantuszleveleket mintázó foszlányok: jobbról vörös és ezüst, balról kék és arany. A címer alatt kétszer megtört és kétszer hajlított arany szalagon feketével a BALKÁNY felirat olvasható.
A település címere az alkotók szándéka szerint beszélő címer (tessera loquens). Jobb oldalának aranya a legősibb időkre emlékeztet: a város neve török eredetű (jelentése: zsombékos, ingoványos mocsaras terület), amelyet nyerhetett akár a honfoglaláskor már itt élő (avar) népességtől, vagy a 11. század folyamán – 1068-ban Kerlésnél, 1072-ben Nándorfehérvár alatt, esetleg 1085-ben a Kutesk vezérlete alatt betörő és Geszterédnél szétvert hadak – besenyő hadifoglyaiból.
(Megjegyzendő: az 1072-ben megvert besenyők vezére Kazár névre hallgatott, Anonymus pedig az itt élő népeket nevezi kazároknak.)
A besenyő népnév tőszava, a bese jelentése sas, ezt jelképezi a fegyverzett sasfő a címerben, a csatabárd pedig Szent László – aki hercegként a nyíri dukátus ura és a nyíri dandár parancsnoka – kedvenc fegyvere.